# Jolanda Thaler
Jolanda Thaler, slovenska modna oblikovalka, * 17. maj 1954, Celje, Slovenija.
Je slovenska modna oblikovalka oblačil, modnih kolekcij in dodatkov. Rodila se je 17. maja 1954 v Celju. Leta 1986 je dobila dovoljenje Obrtne zbornice Slovenije za odprtje šiviljske delavnice, ter leta 1987 dovoljenje za odprtje butika. Leta 1988 je ustanovila blagovno znamko THALER.
V času slovenskih sejmov mode se je redno predstavljala s svojimi kolekcijami in v slovenski modi odigrala vidnejšo vlogo. To je bil velik skok rasti blagovne znamke v slovenskem prostoru. Jolanda Thaler je s svojimi samostojnimi modnimi revijami uspešno umestila prepoznavnost svoje blagovne znamke THALER v Sloveniji. Sama v svojem raziskovanju mode črpa navdih iz sodobnega življenja ženske. Kot oblikovalka je bila redno prisotna v slovenskih medijih, svoje kolekcije redno predstavlja na družbenih omrežjih, v medijih in na modnih revijah.
2017 je tri desetletja svoje modne znamke obeležila s pregledno razstavo.
Njeno delo je bilo prepoznano in javno priznano z nominacijo za Celjanko stoletja leta 2000.

## Delo

### Objave v medijih
- Ars Vivendi (oktober in december 1992, junij, september in december 1993)
- Modna Jana UGANI KDO PRIDE NA VEČERJO (16.05.1999)
- Modna Jana MILENNIUM (28.11.1999)
- Modna Jana SI UPATE SKOČITI V VODO (04.05.2000)
- Revija LISA - Kultura bivanja (2005)
- Revija NAŠ DOM (2007)
- Revija ŽENSKA - poklic KREATOR (11.11.2018)

### Dogodki in razstave
- Sodelovanje na izboru za Miss Slovenije 1998
- Najbolje oblečen Slovenec 2000
- Prireditev KAKŠNA BO MODA 2002 V SLOVENIJI
- Projekt za mlade FUL KUL (2006)
- Projekt za mlade COOL - mentorica zmagovalke Ines (2007)
- Projekt ZVEZDE CELJA v prestolnici Ljubljana (2012)
- Projekt Unicefa Karmen in njene sestrice (2010)
- Sodelovanje na projektu za Naj Maturanta Radia Celje (2015)
- Samostojna razstava 30 let na področju mode  (17.05.2017)
- Projekt kreativni inkubator za mlade (22.08.2018)
- Projekt Toni Hamler za MONACO 2019

### Modne revije
- Vsakoletno sodelovanje na prireditvi Modni navdih
- Vsakoletno sodelovanje na prireditvi Čarobnost mestnih trgov
- Kolekcija modne znamke THALER, Festivalna dvorana Ljubljana (24.11.1994)
- Kolekcija modne znamke THALER, Narodni dom Celje (24.11.1995) (Častni gost Minister za zunanje zadeve)
- Kolekcija modne znamke THALER, Narodni dom Celje (24.11.1997) (Častni gost Predsednik Državnega zbora)
- Revija THALER POD CELJSKIM STROPOM (21.11.1997)
- Projek modne znamke THALER NAJ CELJE ZOPET ZABLESTI (17.11.2000 in 24.11.2001)
- kolekcija modne znamke THALER - Lapidarij Stara grofija, Celje (12.11.2003)

### Nagrade
- javno občinsko priznanje MOC 2022 za soustvarjanje modnih dogodkov in prispevek k prepoznavnosti Celja kot mesta odličnih znamk
- javna občinska nagrada MOC 2023 zaslužnim občankam in občanom CELJSKI GRB za vrhunske uspehe na področju modnega oblikovanja
- mednarodna nagrada WORLD TOP MODEL 2024 - Švica, Livigno